# Владимир Александрович
Великий князь Влади́мир Алекса́ндрович  (10 (22) апреля 1847, Санкт-Петербург — 4 (17) февраля 1909, Санкт-Петербург) — третий сын императора Александра II и императрицы Марии Александровны; член Государственного совета (1872), сенатор (1868); генерал-адъютант (1872), генерал от инфантерии (1880), младший брат императора Александра III.

## Биография
В день своего рождения, 10 (22) апреля 1847 года, великий князь Владимир Александрович был назначен шефом лейб-гвардии Драгунского полка, состоял в лейб-гвардии Преображенском полку и лейб-гвардии Сапёрном батальоне.

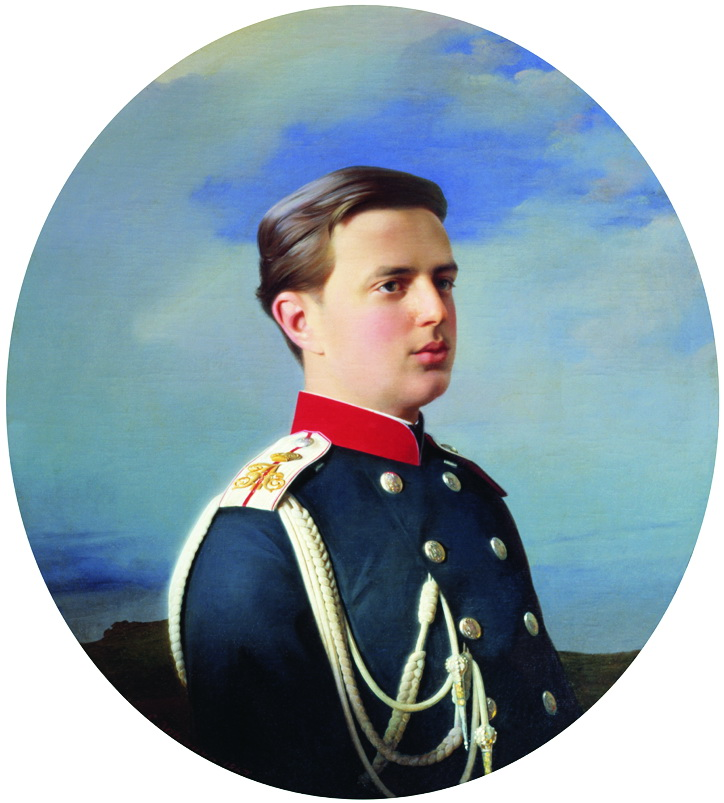
Портрет великого князя Владимира Александровича (Зарянко С. К., 1867).

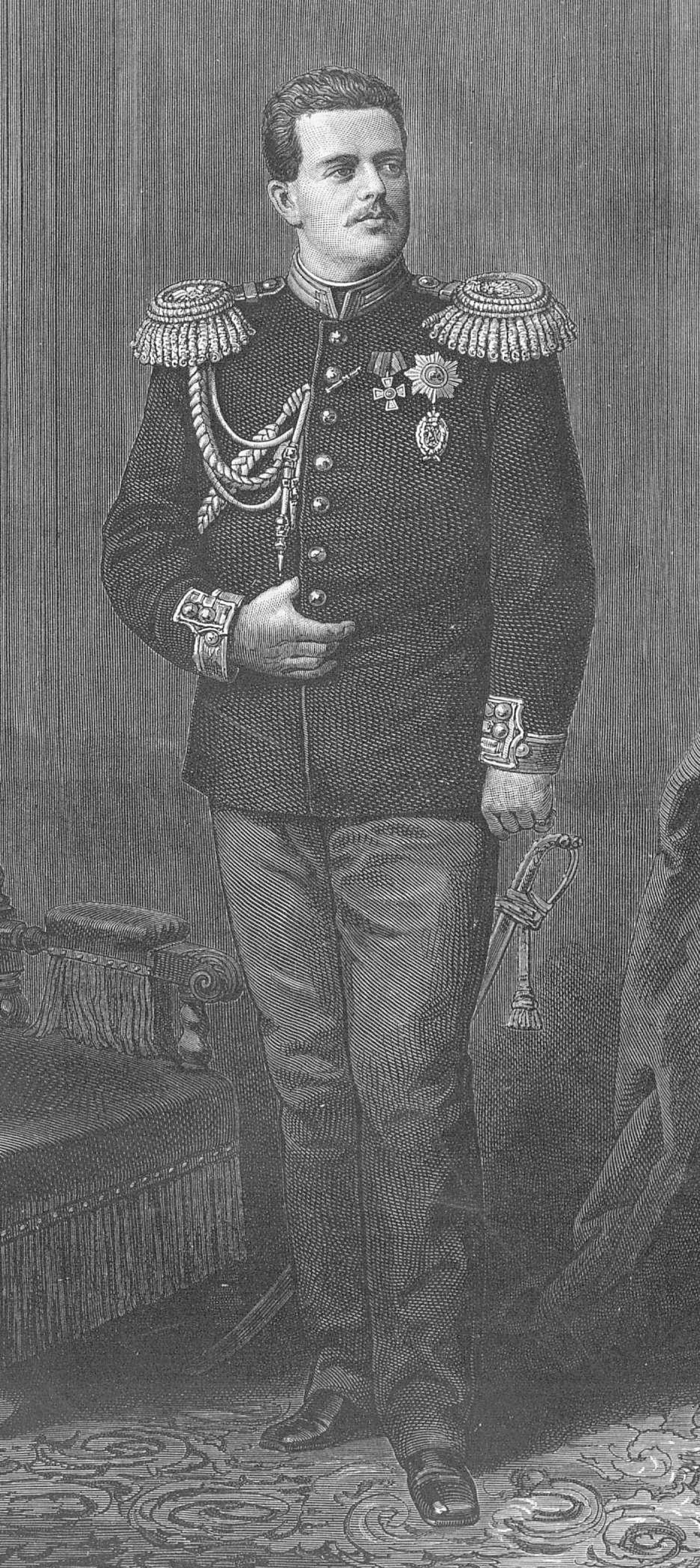
Командир 12-го армейского корпуса. 1878 г.

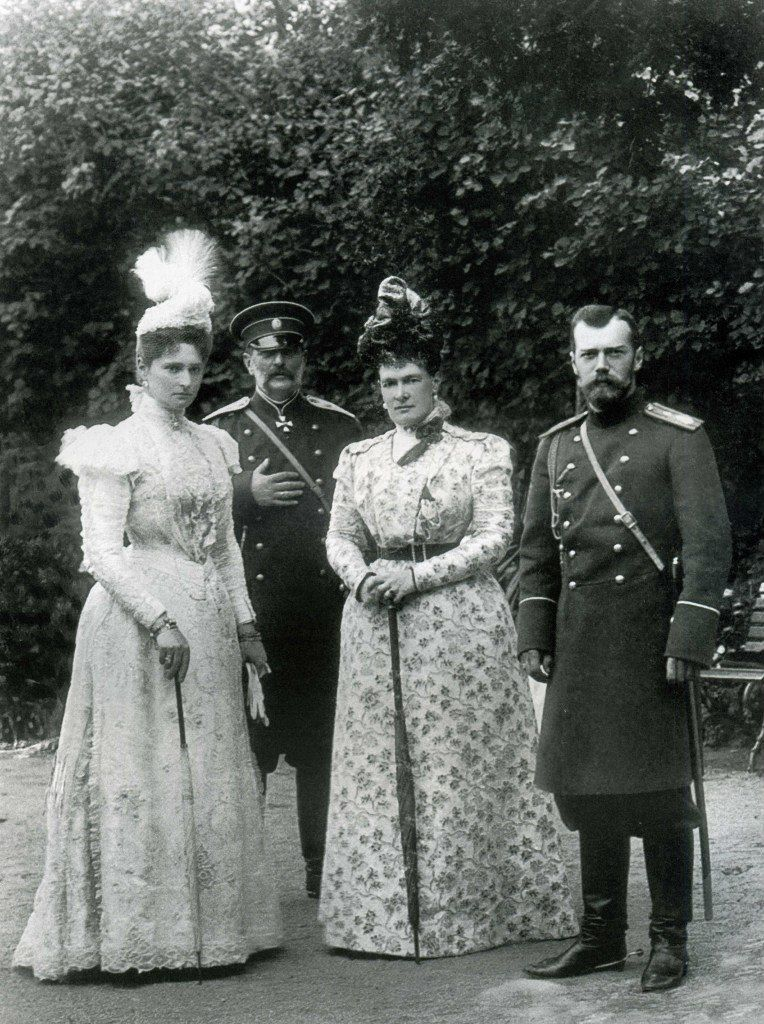
Николай II и в. к. Владимир Александрович с жёнами

6 августа 1864 года произведён в штабс-капитаны; 20 июля 1865 года назначен флигель-адъютантом к Его Императорскому Величеству; 20 декабря 1867 года — командующим 1-м батальоном л.-гв. Преображенского полка; 30 августа 1868 года произведён в генерал-майоры, с назначением в Свиту Его Величества, 22 ноября назначен сенатором 1-го департамента; 10 апреля 1872 года — генерал-адъютантом, 16 апреля — членом Государственного совета, a 17 апреля — командиром гвардейской стрелковой бригады; 16 августа 1874 года произведён в генерал-лейтенанты, 30 августа назначен начальником 1-й гвардейской пехотной дивизии.
Во время русско-турецкой войны 1877—1878 годов командовал 12-м корпусом и состоял на левом фланге Восточного или Рущукского отряда наследника цесаревича (впоследствии императора Александра III); дважды отразил нападения Сулеймана-паши на позиции у Мечки, между реками Ломом и Янтрою (14 и 30 ноября 1877 года), за что награждён орденом Св. Георгия 3-й степени.
17 августа 1880 года назначен командующим Гвардейским корпусом, 30 ноября произведён в генералы от инфантерии, а 2 марта 1881 года был назначен командующим войсками гвардии и Петербургского военного округа.
Манифестом императора Александра III от 14 марта 1881 года был назначен регентом («правителем государства») на случай кончины императора — до совершеннолетия наследника престола Николая Александровича (или в случае кончины последнего).
С июня 1872 года — Августейший председатель «Императорского Общества размножения промысловых и охотничьих животных и правильной охоты».
С 1898 года — почётный председатель Российского императорского пожарного общества.
С 1884 года по 1905 год занимал пост главнокомандующего войсками гвардии и Санкт-Петербургского военного округа. Во время русско-японской войны был категорическим противником отправки гвардии на фронт и сумел настоять на своём перед императором, что вскоре позволило последнему иметь надёжные войска для подавления первой русской революции. В ночь с 8 (21) на 9 (22) января 1905 года Владимир Александрович отдал распоряжение своему подчинённому, командиру Гвардейского корпуса князю С. И. Васильчикову, применить военную силу для недопущения шествия рабочих и жителей Санкт-Петербурга к Зимнему дворцу под руководством священника Георгия Гапона с петицией о своих нуждах к царю.
Генерал А. А. Мосолов, входивший в течение ряда лет в близкое окружение императора Николая II, писал в начале 1930-х годов о личности великого князя, а также его отношениях с императором: «Красивый, хорошо сложенный, хотя ростом немного ниже своих братьев, с голосом, доносившимся до самых отдалённых комнат клубов, которые он посещал, большой любитель охоты, исключительный знаток еды (он владел редкими коллекциями меню с собственноручными заметками, сделанными непосредственно после трапезы), Владимир Александрович обладал неоспоримым авторитетом. <…> Государь Николай II испытывал перед Владимиром Александровичем чувство исключительной робости, граничащей с боязнью. Великий князь, вероятно, заметив впечатление, производимое им на императора, стал держаться в стороне от государственных вопросов».

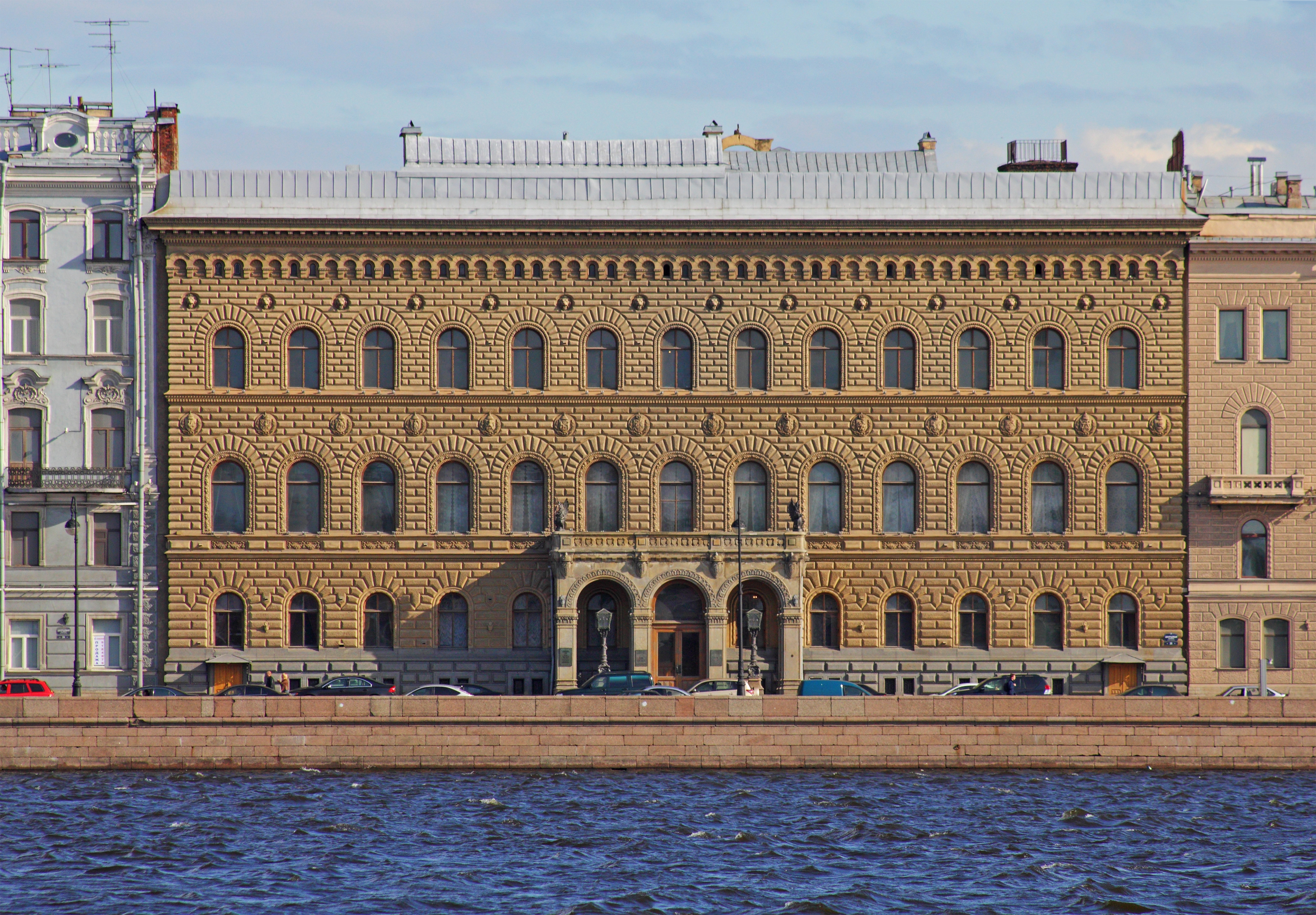
Дворец великого князя Владимира Александровича

В связи со скандальной женитьбой 8 октября 1905 года в Баварии его старшего сына Кирилла (на брак не было высочайшего разрешения, хотя было благословение Марии Павловны) с разведённой великой герцогиней Гессенской принцессою Викторией-Мелитою Саксен-Кобург-Готской (бывшая супруга брата императрицы Александры Фёдоровны), Владимир был вынужден уйти в отставку с поста командующего гвардией и Петербургским военным округом (уволен 26 октября 1905 года).
Был известным меценатом, покровительствовал многим художникам, собрал ценную коллекцию живописи. С 30 октября 1869 года — товарищ президента (великая княгиня Мария Николаевна), с 14 февраля 1876 года — президент Императорской академии художеств, был попечителем Московского публичного и Румянцевского музея.
В 1894 году Владимир Александрович и император Александр III посетили ещё не открывшуюся XXII Выставку передвижников, чтобы накануне официального открытия осмотреть её, а также заранее приобрести картины, которые императору понравятся. Целый ряд современников и искусствоведов XX—XI веков приписывают именно великому князю инициативу в снятии с выставки полотна Николая Ге «Распятие», а также разыгравшегося вокруг картины скандала и, как следствие, запрета на публичную демонстрацию её на территории Российской империи.
В связи с ролью Владимира Александровича в событиях «Кровавого воскресенья» в январе 1905 года художники Валентин Серов и Василий Поленов направили в Императорскую академию художеств заявление. В нём говорилось: «Мы, художники, глубоко скорбим, что лицо, имеющее высшее руководительство над этими войсками, пролившими братскую кровь, в то же время стоит во главе Академии художеств, назначение которой — вносить в жизнь идеи гуманности и высших идеалов».
Должности:
- Член Государственного совета (с 1872);
- Член Комитета министров;
- сенатор (c 1868)[2];
- председатель Главного комитета по устройству и образованию войск (с 1881);
- председатель Комиссии по сооружению храма Воскресения Христова (Спас-на-Крови) в СПб (1883—1889);
- покровитель и почётный член Берлинского православного церковного Свято-Князь-Владимирского братства (с 29.03.1890);
- почётный член Николаевской инженерной академии (с 31.07.1899);

О кончине великого князя Владимира Александровича 4 (17) февраля 1909 года было официально возвещено высочайшим манифестом от того же дня; 7 февраля состоялось перевозка его тела из его дворца в Петропавловский собор, 8 февраля — отпевание и погребение там же, отпевание провёл митрополит Санкт-Петербургский и Ладожский Антоний (Вадковский). Присутствовали император, вдова покойного великая княгиня Мария Павловна (прибыла вместе с Николаем II), иные члены императорской семьи, председатель Совета министров П. А. Столыпин и другие министры, а также царь Болгарии Фердинанд I.
Великий князь Владимир Александрович похоронен в Великокняжеской усыпальнице (Петропавловская крепость, Санкт-Петербург).
Владел дворцом в Санкт-Петербурге (Дворцовая набережная, д. 26) и т. н. Запасным дворцом в Царском Селе (Садовая ул., д. 22) с участком земли в 46 десятин 500 кв. саж. (передан ему в 1875 году, в 18 марта 1882 года пожалован в собственность на праве майората, с 1910 года назывался Владимирским).
В честь великого князя Владимира Александровича названа бухта Порт-Владимир (Баренцево море, у Кольского залива).

## Военные чины и свитские звания

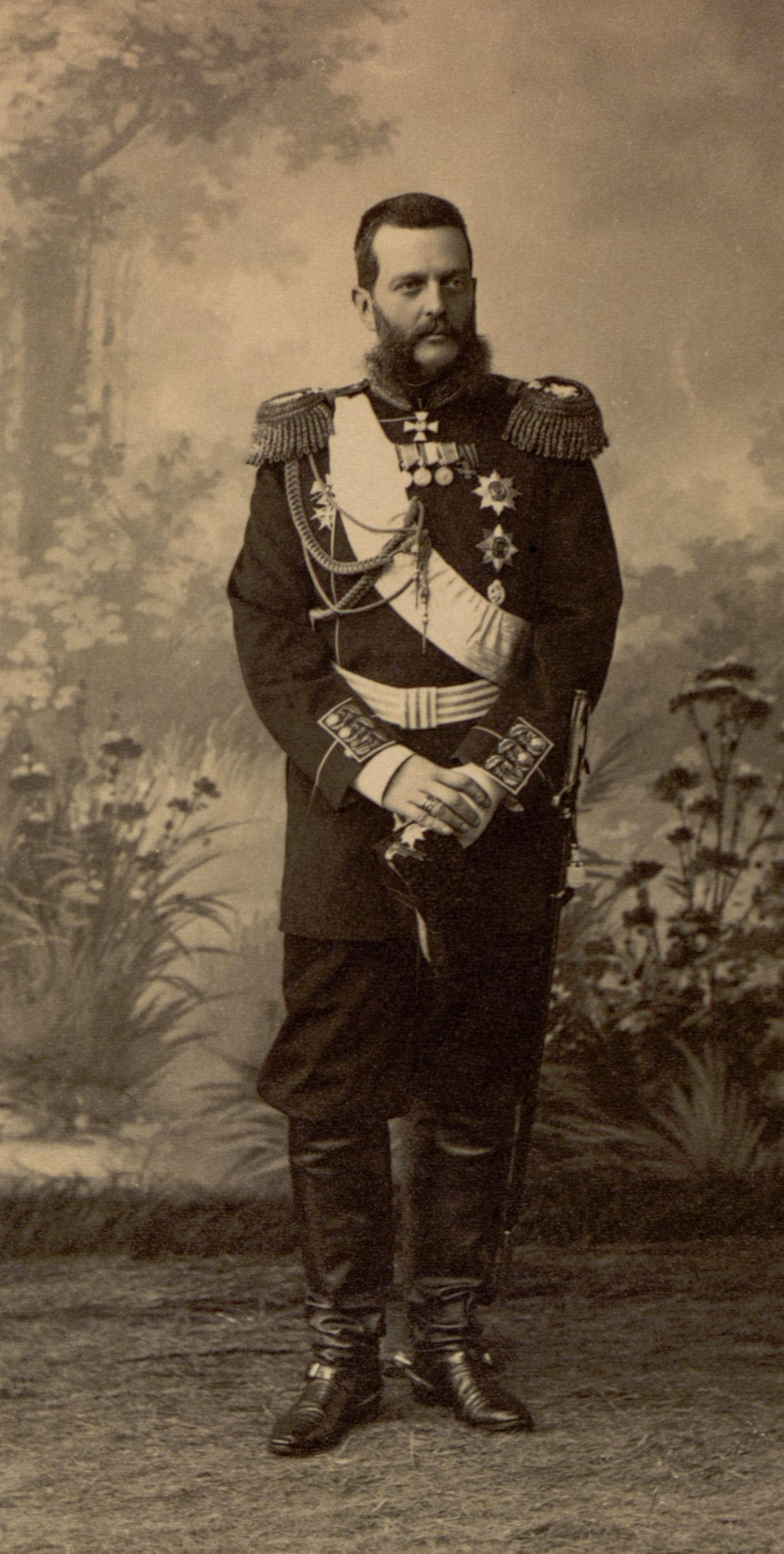
Генерал от инфантерии, вел. князь Владимир Александрович. 1885—1891 гг.

- Зачислен в лейб-гвардии Преображенский полк (10.04.1847)[12]
- Прапорщик гвардии (10.04.1854)
- Подпоручик гвардии (24.12.1855)
- Поручик гвардии (08.01.1858)
- Штабс-капитан гвардии (06.08.1864)
- Флигель-адъютант к Его Императорскому Величеству (20.07.1865)
- Капитан гвардии (10.04.1866)
- Полковник (10.04.1867)
- Генерал-майор, с назначением в Свиту Его Императорского Величества (30.08.1868)
- Генерал-адъютант (10.04.1872)
- Генерал-лейтенант (16.08.1874)
- Генерал от инфантерии (30.11.1880)

## Награды
- Орден Святого Андрея Первозванного (30.04.1847)[13];
- Орден Святого Александра Невского (30.04.1847);
- Орден Белого орла (30.04.1847);
- Орден Святой Анны 1-й степени (30.04.1847);
- Орден Святого Станислава 1-й степени (11.06.1865);
- Орден Святого Владимира 4-й степени (1868);
- Орден Святого Владимира 2-й степени с мечами (15.09.1877);
- Орден Святого Георгия 3-й степени (15.11.1877);
- Золотое оружие с надписью «За храбрость», украшенное бриллиантами (1877);
- Орден Святого Владимира 1-й степени (15.05.1883);
- Портрет Его Величества для ношения на груди (1896);
- Бриллиантами усыпанные портреты императоров Николая I, Александра II, Александра III, Николая II для ношения на груди (1904).

Иностранные:
- Прусский Орден Чёрного Орла (1857);
- Гессен-Дармштадтский Орден Людвига 1-й степени (1857);
- Ольденбургский Орден Заслуг герцога Петра-Фридриха-Людвига (1860);
- Датский Орден Слона (1865);
- Французский Орден Почётного Легиона 1-й степени (1867);
- Вюртембергский Орден Фридриха 1-й степени (1867);
- Саксен-Веймарский Орден Белого сокола (1867);
- Греческий Орден Спасителя (1867);
- Черногорский Орден Князя Даниила I (1867);
- Итальянский Орден Аннунциаты (1869);
- Шведский Орден Серафимов (27.07.1869);
- Бельгийский Орден Леопольда I 1-й степени (1869);
- Нидерландский Орден Льва 1-й степени (1869);
- Баденский Орден Церингенского льва 2-й степени с цепью (1872);
- Австрийский Орден Святого Стефана, большой крест (1872);
- Цепь к прусскому Ордену Чёрного Орла (1872);
- Мекленбург-Шверинский Орден Вендской короны 1-й степени с цепью (1874);
- Испанский орден Золотого руна (1891);
- Цепь к шведскому Ордену Серафимов (12.07.1897).

## Семья

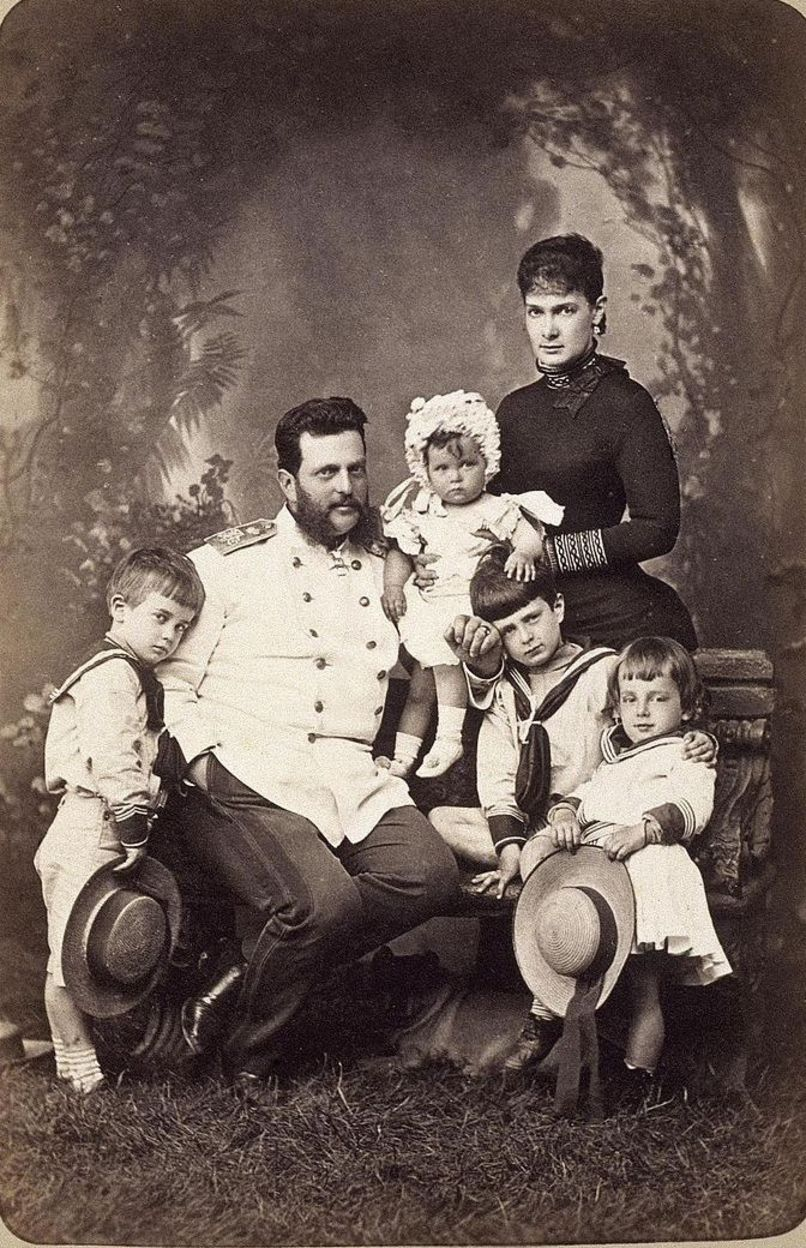
Владимир Александрович с женой Марией и детьми. Около 1882 г.

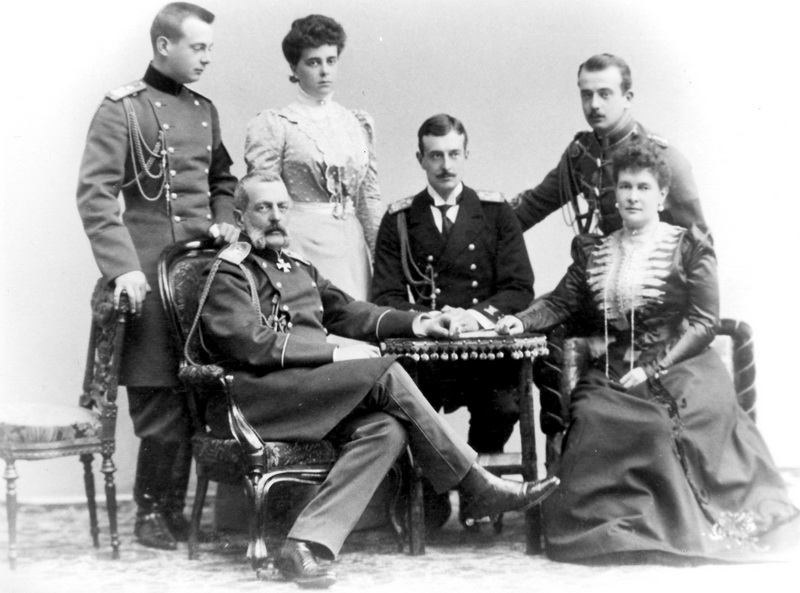
Владимир Александрович с семьёй. Около 1901 г.

16 августа 1874 женился в Петербурге на Марии Павловне (1854—1920), урождённой Марии Александрине Элизабете Элеоноре, принцессе Мекленбург-Шверинской, старшей дочери великого герцога Мекленбург-Шверинского Фридриха Франца II. Супруга приходилась ему родственницей со стороны отца, императора Александра II: троюродной племянницей по линии деда (супруги были потомками российского императора Павла I) и троюродной сестрой по линии бабки (супруги были правнуками прусского короля Фридриха Вильгельма III и его жены Луизы Мекленбург-Стрелицкой).
Дети:
- Александр Владимирович (19 августа 1875 — 4 марта 1877).
- Кирилл Владимирович (1876—1938), великий князь, Свиты Его Величества контр-адмирал.
- Борис Владимирович (1877—1943), великий князь, Свиты Его Величества генерал-майор. Походный атаман всех казачьих войск[15].
- Андрей Владимирович (1879—1956), великий князь, Свиты Его Величества генерал-майор, сенатор.
- Елена Владимировна (1882—1957), великая княгиня, в замужестве принцесса Греческая и Датская.

## Памятники

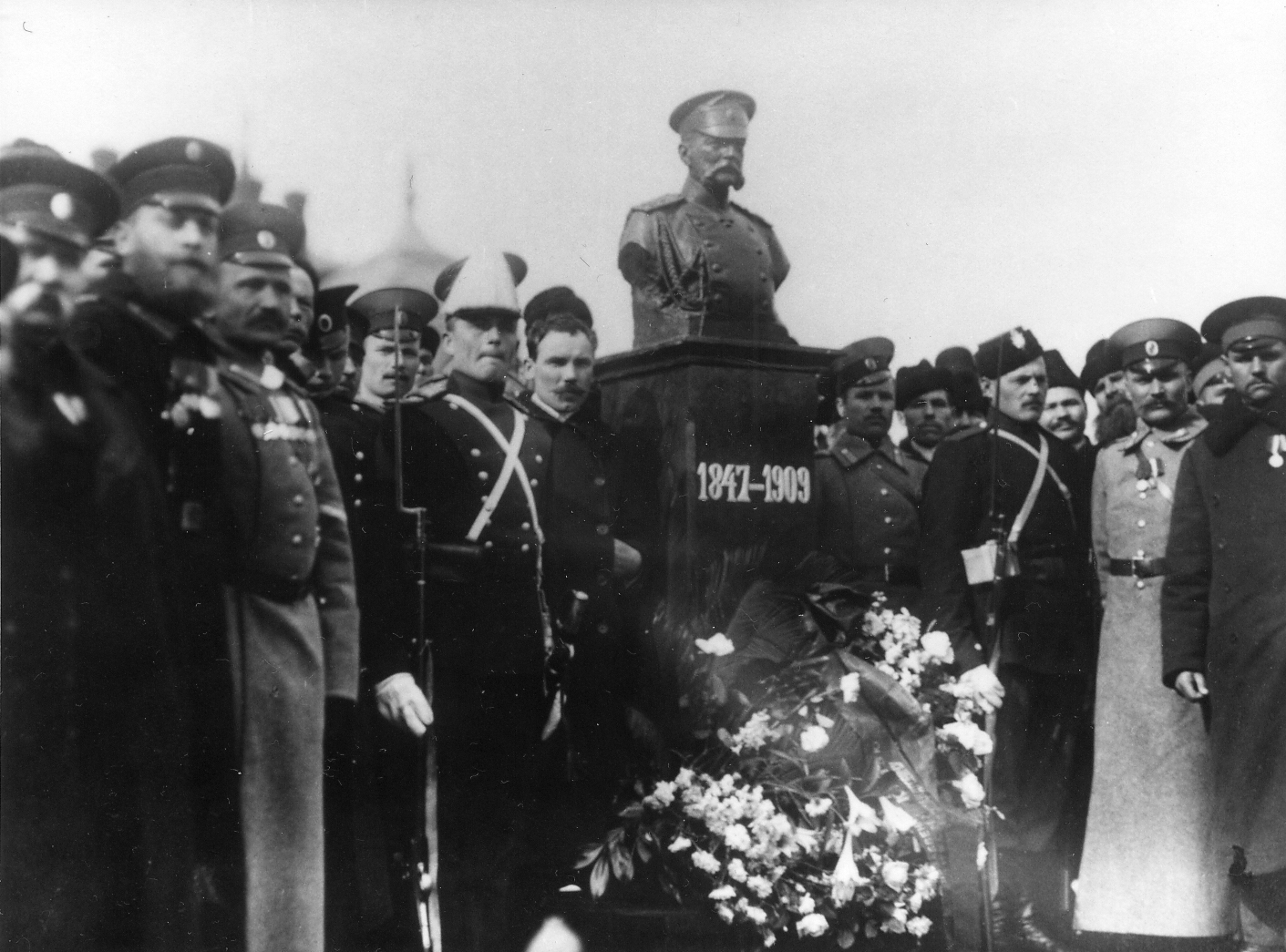
Петергоф. Памятник Владимиру Александровичу после открытия. 1914 г.

До революции великому князю Владимиру Александровичу было установлено несколько памятников, представлявших собой бронзовые бюсты, отлитые по модели скульптора В. А. Беклемишева, на высоком гранитном постаменте:
- Красное Село (под Санкт-Петербургом). Памятник на территории Красносельского авангардного лагеря. Открыт 19 июля 1912 года. Памятник уничтожен большевиками, до настоящего времени сохранился лишь постамент от него.
- Петергоф. Памятник напротив здания офицерского собрания Лейб-гвардии Драгунского полка. Открыт 21 марта 1914 года.
- Царское Село (г. Пушкин). Рядом со зданием собственного дворца (Садовая ул. 22). Открыт 22 июня 1910 года. Памятник также уничтожен большевиками. До настоящего времени сохранился лишь постамент от него[16].

## Киновоплощение
- Фёдор Никитин — «Римский-Корсаков» (1953).
- Дмитрий Исаев — «Любовь императора» (2003).
- Валерий Кухарешин — Поддубный (2014).